# Studia dualne
Studia dualne – studia o profilu praktycznym prowadzonymi z udziałem pracodawcy.
Organizację studiów określa umowa zawarta w formie pisemnej.